# イー・バード
株式会社イー・バード（e-bird, Inc.）は、Webサイトを中心とした媒体の制作会社。タイ市場の注目日系企業を100社紹介する自社メディア、「THAI GOOD COMPANY 100」の運営を行う。

## 概要
Webサイトを中心に、スマートフォンアプリや映像・印刷物の制作、SEO/SEM対策などのマーケティングを行うウェブ制作会社。社名のイー・バードは「e-（eternal=永遠、継続持続性）+bird（高い視点、広い視野）」を組み合わせたものである。

## 沿革
- 2002年 - 香月聡、中條やすこ2名からなるユニットe-birdがスタート。
- 2003年 - 2月17日、有限会社イー・バードを設立し、法人化。池尻大橋に拠点を置く。[1]
- 2005年 - 2月5日、人数増加に伴い駒澤大学へ移転。
- 2006年 - 4月1日、有限会社から株式会社へ組織変更。
- 2006年 - NTT東日本株式会社 2007年度新卒採用サイトで、第27回「日本BtoB広告賞 金賞」を受賞。[2]
- 2010年 - 4月26日、人数増加に伴い現在の所在地である渋谷へ移転。
- 2011年 - 7月12日、ASEANの時代を踏まえ、タイ王国バンコクにe-bird(Thailand) Co.,Ltd.を設立。[1]

## 事業内容

### 制作
- Webサイト、スマートフォンサイトの企画及び制作
- iPhone、Androidアプリの企画及び制作
- インターネットマーケティング、SEO/SEM対策、アクセス分析
- 映像の企画及び制作
- 印刷物、ノベルティーの企画及び制作
- インスタレーション・デジタルサイネージの企画及び制作
- CI・VI開発
- 翻訳・多言語展開

### 自社メディア
- THAI GOOD COMPANY 100

### タイ（アジア）ソリューション
- 日系企業のタイ市場への参入サポート（Webサイト制作、Webマーケティング、Webブランディング）

## 拠点
本社
- 東京本社：東京都渋谷区桜丘町29-17 さくらマンション501

支社（海外現地法人）
- タイ支社：2 Jasmine Building, 12th Floor, Soi Prasanmitr (Sukhumvit23), Sukhumvit Rd., North Klongtoey, Wattana Bangkok 101100